# Lale Sokolov
Ludwig („Lali“ oder „Lale“) Sokolov (geb. Eisenberg; * 28. Oktober 1916 in Korompa, Österreich-Ungarn; † 31. Oktober 2006) war ein in Österreich-Ungarn geborener slowakisch-australischer Geschäftsmann und Holocaust-Überlebender.

## Biografie
Ludwig Eisenberg wurde am 28. Oktober 1916 in Korompa, Königreich Ungarn (heute Krompachy, Slowakei) geboren. Er trat der faschistischen Slowakischen Volkspartei bei, um der eskalierenden Verfolgung der jüdischen Bevölkerung zu entgehen. Im April 1942 wurde er im Rahmen der Beteiligung der slowakischen Regierung am Holocaust nach Auschwitz deportiert. Bei seiner Ankunft im Vernichtungslager wurde ihm die Nummer 32.407 eintätowiert. Er sollte beim Bau von Wohnblöcken für das expandierende Lager arbeiten, erkrankte aber bald an Typhus. Nach seiner Genesung wurde er als einer der Tätowierer des Lagers eingesetzt und wurde bei dieser Tätigkeit von einem SS-Mann überwacht. Bei dieser Tätigkeit war er „einen Schritt weiter vom Tod entfernt [...] als die anderen Häftlinge“ und erhielt eine Reihe von Vergünstigungen wie ein Einzelzimmer, zusätzliche Verpflegung und Freizeit nach getaner Arbeit.
Im Lager lernte Eisenberg seine zukünftige Frau Gisela „Gita“ Fuhrmannova kennen. Er war auch am Schmuggelhandel mit Häftlingen, SS-Offizieren und Einheimischen beteiligt.
Zwei Tage vor der Befreiung von Auschwitz durch sowjetische Truppen am 27. Januar 1945 wurde Eisenberg in das Konzentrationslager Mauthausen-Gusen verlegt. In Mauthausen war seine jüdische Identität unbekannt. Als er von einem Mitgefangenen denunziert wurde, dementierte er erfolgreich die Enthüllung und stiftete zwei Verbündete an, seinen Verräter in den Walzen des Stahlwerks zu ermorden. Er entkam diesem Konzentrationslager und kehrte in seinen Heimatort zurück, der damals Teil der Tschechoslowakei war. Nur den Namen von Gita Fuhrmannova kennend, begab er sich nach Bratislava, dem Hauptankunftsort für zurückkehrende Überlebende, um nach ihr zu suchen. Das Paar heiratete später im Jahr 1945, und er änderte seinen Nachnamen von Eisenberg in den eher russisch klingenden Sokolov. Anschließend eröffnete er eine Fabrik in Bratislava. Während dieser Zeit war er daran beteiligt, Geld zur Unterstützung der Gründung des Staates Israel zu sammeln. Diese Tätigkeit und die Verstaatlichung der Industrie durch die damalige kommunistische Regierung der Tschechoslowakei führten zu seiner Inhaftierung und der Beschlagnahme seines Geschäfts. Daraufhin wurde er freigelassen und das Ehepaar wanderte 1948 nach Australien aus.
In Australien ließen sich Sokolov und seine Frau in Melbourne nieder und eröffneten eine Bekleidungsfabrik. Ihr einziges Kind Gary wurde 1961 geboren. Obwohl seine Frau Europa einige Male besuchte, kehrte Sokolov nie zurück. Nach Gitas Tod im Jahr 2003 fühlte er sich endlich in der Lage, über seine Kriegserfahrungen zu sprechen, da er zuvor befürchtete, als Kollaborateur wahrgenommen zu werden.
Er wurde in den nächsten drei Jahren von der Journalistin Heather Morris interviewt, was 2018 zur Veröffentlichung von Der Tätowierer von Auschwitz: Die wahre Geschichte des Lale Sokolov führte. Während das Buch im Genre der historischen Fiktion veröffentlicht wurde, löste es Kontroversen aus, da angenommen wurde, dass sein Inhalt trotz großer Abweichungen von der Wahrheit auf historische Genauigkeit hindeuteten und eine hagiografische Wiedergabe einer komplizierten Biografie darstellten. Sokolov starb 2006 und wird von seinem Sohn überlebt. Basierend auf dem historischen Roman wurde mit The Tattooist of Auschwitz eine gleichnamige Miniserie produziert, die im Jahr 2024 ausgestrahlt wurde.